# Sassuolo
Sassuolo – miejscowość i gmina we Włoszech, w regionie Emilia-Romania, w prowincji Modena.
Według danych na rok 2004 gminę zamieszkuje 37 217 osób, 979,4 os./km².
Przyszedł tutaj na świat włoski duchowny rzymskokatolicki ks. kardynał Camillo Ruini.